# Knoten Salzburg
Der Knoten Salzburg ist ein Autobahnknoten im Bundesland Salzburg, der die österreichischen Autobahnen West Autobahn (A1) und Tauern Autobahn (A10) verbindet, wobei letztere dort ihren Ausgangspunkt hat. Der Knoten liegt im Südwesten der Landeshauptstadt Salzburg im Gemeindegebiet von Wals-Siezenheim. Nur gut zwei Kilometer westlich von ihm geht die West Autobahn A 1 am Grenzübergang Walserberg in die deutsche Bundesautobahn 8 über, welche weiter nach Rosenheim mit dem Abzweig zur Inntal Autobahn (A12) nach Innsbruck, sowie hinter Rosenheim weiter nach München führt. Den Bereich vom Knoten Salzburg bis Rosenheim und weiter nach Tirol bezeichnet man als Großes Deutsches Eck.

## Bauform
Der Autobahnknoten ist ein Autobahndreieck, welches die Bauform Dreieck (auch Y genannt) besitzt. Die im Dreieck durchgehende Fahrbahn bildet die West Autobahn A 1, wobei sie von Westen nach Norden verläuft und so im Bogen durch den Knoten führt. Die Tauern Autobahn A 10 beginnt im Knoten Salzburg bei Kilometer 0 und führt zunächst in südöstlicher, später in südlicher Richtung weiter nach Villach.
Durch Grenzkontrollen am Walserberg bildeten und bilden sich nicht selten lange Rückstaus Richtung Süden bis weit über den Knoten Salzburg hinaus. Um in solchen Fällen dem Verkehr von der Tauernautobahn Richtung Wien möglichst bald die Möglichkeit des Weiterfahrens zu bieten, trennen sich die beiden Fahrstreifen Richtung Salzburg Mitte und Wien von denjenigen Richtung Deutschland bereits eineinhalb Kilometer vor der tatsächlichen Abzweigung und werden parallel zu diesen geführt.